# Альтендорф (Верхня Франконія)
Альтендорф (нім. Altendorf) — громада в Німеччині, розташована в землі Баварія. Підпорядковується адміністративному округу Верхня Франконія. Входить до складу району Бамберг.
Площа — 8,61 км2. Населення становить 2111 ос. (станом на 31 грудня 2020).